# براد هاريس
براد هاريس (بالإنجليزية: Brad Harris)‏ (16 يوليو 1933 – 7 نوفمبر 2017) كان ممثلًا، وكاتب سيناريو، من الولايات المتحدة الأمريكية، ولد في سانت أنتوني. ظهر في أكثر من 50 فيلمًا. توفي يوم 7 نوفمبر 2017.

## وصلات خارجية
- براد هاريس على موقع IMDb (الإنجليزية)
- براد هاريس على موقع ألو سيني (الفرنسية)
- براد هاريس على موقع أول موفي (الإنجليزية)
- براد هاريس على موقع قاعدة بيانات الأفلام السويدية (السويدية)
- براد هاريس على موقع قاعدة بيانات الأفلام السويدية (السويدية)
- براد هاريس على موقع قاعدة بيانات الفيلم (الإنجليزية)
- براد هاريس على موقع كينوبويسك (الروسية)